# Hail the Woman
Hail the Woman er en amerikansk stumfilm fra 1921 af John Griffith Wray.

## Medvirkende
- Florence Vidor som Judith Beresford
- Lloyd Hughes som David Beresford
- Theodore Roberts som Oliver Beresford
- Gertrude Claire som Mrs. Beresford
- Madge Bellamy som Nan Higgins
- Tully Marshall
- Vernon Dent som Joe Hurd